# Рева, Иван Фёдорович
Иван Фёдорович Рева (род. 13 октября 1961, с. Червленое, Лебединский район, Сумская область, УССР, СССР) — российский военачальник, начальник штаба — первый заместитель командующего Ракетными войсками стратегического назначения РФ (2010—2017), генерал-лейтенант.

## Биография
Рева Иван Фёдорович родился 13 октября 1961 года в с. Червленое Лебединского района, Сумской области. После окончания 10 классов в 1978 году поступил и в 1983 году окончил Харьковское высшее военное командно-инженерное училище им. Маршала Советского Союза Крылова Н. И.
После окончания училища проходил службу в Шяуляйской ракетной дивизии, где последовательно занимал должности: с июня 1983 года — начальника отделения проверки ракет, с июня 1984 года — заместителя командира группы подготовки и запуска — старшего инженера.
В июне 1984 года продолжил службу в Иркутской ракетной дивизии, где занимал должности: с июня 1984 года — заместителя командира группы подготовки и запуска, с августа 1985 года — командира группы подготовки и запуска, — с августа 1986 года — начальника штаба заместителя командира ракетного дивизиона. С января 1988 по июль 1990 года — командира ракетного дивизиона, с июля 1990 по сентябрь 1991 года — заместитель командира ракетного полка по боевому управлению.
С сентября 1991 по июнь 1994 года — слушатель командного факультета Военной академии им. Ф. Э. Дзержинского. С июня 1994 года продолжил службу в Юрьянской ракетной дивизии в должности начальника штаба — заместителя командира ракетного полка. С августа 1995 года командир ракетного полка. С декабря 1997 года — начальник штаба — заместитель командира Барнаульской ракетной дивизии.
С сентября 2000 по июнь 2002 года — слушатель Военной академии Генерального штаба Вооружённых сил Российской Федерации.
С июня 2002 по август 2004 года — командир 39-й гвардейской ракетной Глуховской ордена Ленина, Краснознамённой ордена Суворова, Кутузова и Богдана Хмельницкого дивизии. (г. Новосибирск).
В 2003 году Новосибирская ракетная дивизия, командиром которой был И. Ф. Рева, заняла первое место среди соединений СПУ, вооружённых ракетным комплексом «Тополь», и на протяжении двух последующих лет оценивалась как лучшая в Ракетных войсках стратегического назначения.
С августа 2004 по октябрь 2007 года — начальник штаба — первый заместитель командующего 33-й гвардейской ракетной армией (г. Омск).
Будучи начальником штаба — первым заместителем командующего Омской ракетной армией, генерал-майор И. Ф. Рева в своей работе постоянно уделял внимание вопросам планирования, контроля и анализа состояния боевой готовности войск армии, опираясь на научные методы оперативного искусства и тактики Ракетных войск. С октября 2007 по август 2010 года — командующий 31-й ракетной армией (г. Оренбург).
С августа 2010 по апрель 2017 года — начальник штаба — первый заместитель командующего Ракетными войсками стратегического назначения РФ.
Отличительной чертой генерал-майора И. Ф. Рева является глубокий подход к решению острых социальных проблем, целенаправленная работа с офицерами и прапорщиками и внимательное отношение ко всему личному составу. Как отмечают в своих характеристиках командиры и начальники, Иван Федорович Рева — грамотный, требовательный и решительный офицер в достижении намеченных целей, обладает сильно выраженным чувством долга и личной ответственности.
Автор ряда научных статей по оперативному искусству и тактике Ракетных войск.
Женат, имеет дочь 1989 года рождения.

## Награды
- Орден «За военные заслуги»
- Медаль «За боевые заслуги»
- Медаль «70 лет Вооружённых Сил СССР»
- Медаль «За отличие в военной службе» 1 степени
- Медаль «За безупречную службу» 2 и 3 степени
- Знак отличия «За службу в Ракетных войсках стратегического назначения»
- Знак отличия «Главный маршал артиллерии Неделин»